# Таві-Таві
Таві-Таві — провінція Філіппін в Автономному регіоні у Мусульманському Мінданао, на архіпелазі Сулу в групі островів Мінданао. Адміністративним центром є муніципалітет Бонгао. Є найпівденнішою провінцією Філіппін, розділяє морські кордони з малайзійським штатом Сабах та індонезійською провінцією Північний Калімантан на острові Калімантан.

## Географія
Площа провінції становить 1 087,40 км2. Провінція Таві-Таві є частиною архіпелагу Сулу. Вона розташована на головному острові Таві-Таві та понад сто інших невеликих островах та острівцях. На північному сході межує з провінцією Сулу. На островах провінції існує багато ендемічних видів і підвидів хребетних та безхребетних тварин і рослин.

### Адміністративний поділ
Адміністративно поділяється на 11 муніципалітетів.

### Клімат
Провінція має виражені сухий та вологий сезони. Дощовий період з серпня до листопада. Решта року переважно суха з нечастими дощами.

## Демографія
Згідно перепису 2015 року населення провінції становило 390 715 осіб. Близько 99 % населення мусульмани.

## Економіка
Економіка провінції основана на сільському господарстві та рибальстві. Одним із основних сільськогосподарських продуктів є копра. Також вирощують коренеплоди, овочі та фрукти.